# Мелкітський католицький патріархат Антіохії
Мелкітський католицький патріархат Антіохії — єдиний, фактично резиденційний, патріархат мелькітської греко-католицької церкви (східної католицької церкви візантійського обряду). Утворений у 1724 році, коли частина Православної Церкви Антіохії увійшла в спілкування з Римом, ставши Східною Католицькою Церквою, тоді як решта стародавнього Патріархату продовжує повне спілкування з рештою Східної Православної Церкви.
Нинішній повний титул мелькітського греко-католицького патріарха Антіохії — Патріарх Антіохії та всього Сходу, Александрії та Єрусалиму мелькітської греко-католицької церкви, що включає обидва інші титулярні патріархати церкви.
Його архієпископська резиденція — собор Успіння Пресвятої Богородиці (араб. كاتدرائية سيدة النياح للروم الملكيين في دمشق) у Дамаску, Сирія. У 2001 році його відвідав Папа Іван Павло II.
Мелькітська греко-католицька церква є однією з п'яти церков, які є продовженням первісного Антіохійського престолу. Таким чином, Мелькітська Греко-Католицька Церква виводить своє існування аж до святого Петра в лінії апостольського спадкоємства, визнаного як католицьким, так і православним канонами. Це твердження приймається Святим Престолом і не заперечується двома іншими Східними Католицькими Церквами, які також стверджують, що походять від стародавнього Антіохійського Престолу, а саме Маронітською Церквою і Сирійською Католицькою Церквою.

## Відповідна провінція та архієпархія
Патріарх також обіймає посаду митрополита номінальної церковної провінції без фактичного суфраганського престолу, яка фактично складається лише з його власної митрополичої архиєпархії Дамаску (Мелкітської).
Під час вакантного престолу у Патріархаті (як це було наприклад після відставки Григорія III Лахама у 2017 році) єпископ постійного Синоду, який є найстаршим за хіротонією, служить головним адміністратором Мелкітської Греко-Католицької Церкви.
Станом на 2014 рік архієпархія душпастирсько обслуговувала 3000 католиків у 8 парафіях і одній місії з 9 священиками (6 дієцезіальних, 3 чернечих), 3 дияконами, 33 мирянами (3 брати, 30 сестер) і 10 семінаристами.

## Титулярні Патріархати Александрії та Єрусалиму
У продовження попередніх мелькітських патріархатів цих стародавніх престолів існують два титулярні патріархати, які, однак, є просто титулами, наданими резиденційному патріарху Антіохії, які також мають католицькі резиденційні аналоги:
- Мелькітський католицький титулярний патріарх Александрії
- Мелькітський католицький титулярний патріарх Єрусалиму

## Список мелькітських греко-католицьких патріархів Антіохії, Александрії та Єрусалиму
- Кирило VI Танас (10 жовтня 1724 року – 8 червня 1759 року)
- Афанасій IV Джавхар (Джаухар) (народився в Сирії) перший термін (19 липня 1759 року – 1 серпня 1760 року), після цього - єпарх (єпископ) Сайди греко-гелкітський (Ліван) (1761 рік – 5 травня 1788 року)
- Максим II Хакім, василіанський гуєритський орден Святого Іоана Хрестителя (01 серпня 1760 року – 15 листопада 1761 року); до того - архієпарх (архієпископ) Алеппо греко-мелькітський (Сирія) (1732 рік – 01 серпня 1760 року)
- Феодосій V Даган, до н.е. (24 грудня 1761 року – 10 жовтня 1788 року), до того - митрополит=архиєпарх (архієпископ) Бейрута греко-мелькітський (Ліван) (1736 – 1761.12.24)
- Афанасій IV Джавхар, другий термін ( див. вище 5 травня 1788 року – 2 грудня 1794 року)
- Кирило VII Сіадж (1794.12.11 – смерть 1796.08.06), до того - митрополит-архієпископ Босри греко-мелькітський (Сирія) (1763 – 1794.12.11)
- Агапій II Матар, (11 вересня 1796 року – 2 лютого 1812 року), до того - генеральний настоятель Василіанського Чину Найсвятішого Спасителя (отці Сальваторіанці) (1789 рік – 1795 рік), єпарх (єпископ) Саїди греко-мелькітиський (Ліван) (1795 рік – 11 вересня 1796 року)
- Ігнатій IV Сарруф (1812 рік)
- Афанасій V Матар (1813 рік)
- Макарій IV Тавіль (1813 рік – 1815 рік)
- Ігнатій V Каттан (1816 рік – 1833 рік)
- Максим III Мазлум (1833 рік – 1855 рік)
- Клемент Бахаут (1856 рік – 1864 рік)
- Григорій II Юсеф-Саюр (1864 рік – 1897 рік)
- Петро IV Джарайджірі (1898 рік – 1902 рік)
- Кирило VIII Геха (1902 рік – 1916 рік)
  - відсутній (1916 рік – 1919 рік)
- Деметріус I Каді (29 березня 1919 року – 25 жовтня 1925 року)
- Кирило IX Могабхаб (8 грудня 1925 року – 8 вересня 1947 року)
- Максим IV Сайєг (30 жовтня 1947 року – 5 листопада 1967 року)
- Максим V Хакім (22 листопада 1967 року – 22 листопада 2000 року)
  - Жан Ассаад Хаддад як Апостольський адміністратор (6 червня 2000 року – 29 листопада 2000 року)
- Григорій III Лахам (29 листопада 2000 року – 6 травня 2017 року)
  - Жан-Клеман Жанбар як адміністратор (6 травня 2017 року – 21 червня 2017 року)
- Юссеф I Абсі (21 червня 2017 року – дотепер)

## Допоміжний єпископат
- Єпископ-помічник: Франсуа Абу Мох (1996 рік – 27 липня 1998 року)
- Єпископ-помічник: Ісидор Баттіха (25 серпня 1992 року – 9 лютого 2006 року)
- Єпископ-помічник: Жан Мансур (19 серпня 1980 року – 1997 рік)
- Єпископ-помічник: Франсуа Абу Мох (7 лютого 1978 року – 1992 рік)
- Єпископ-помічник: Еліас Найме, бакалавр (16 серпня 1971 року – 7 лютого 1978 року)
- Єпископ-помічник: Саба Юакім, (9 вересня 1968 року – 15 жовтня 1970 року)
- Єпископ-помічник: Ніколас Хадж (30 липня 1965 року – 3 листопада 1984 року)
- Єпископ-помічник: Неофітос Едельбі, Василіянський Алепський Чин (24 грудня 1961 року – 6 березня 1968 року)
- Єпископ-помічник: П’єр Камель Медавар, Товариство Місіонерів Святого Павла (13 березня 1943 року – 1969 року)

## Галерея

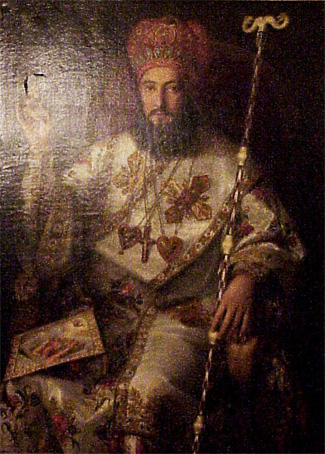
Максим III Мазлум
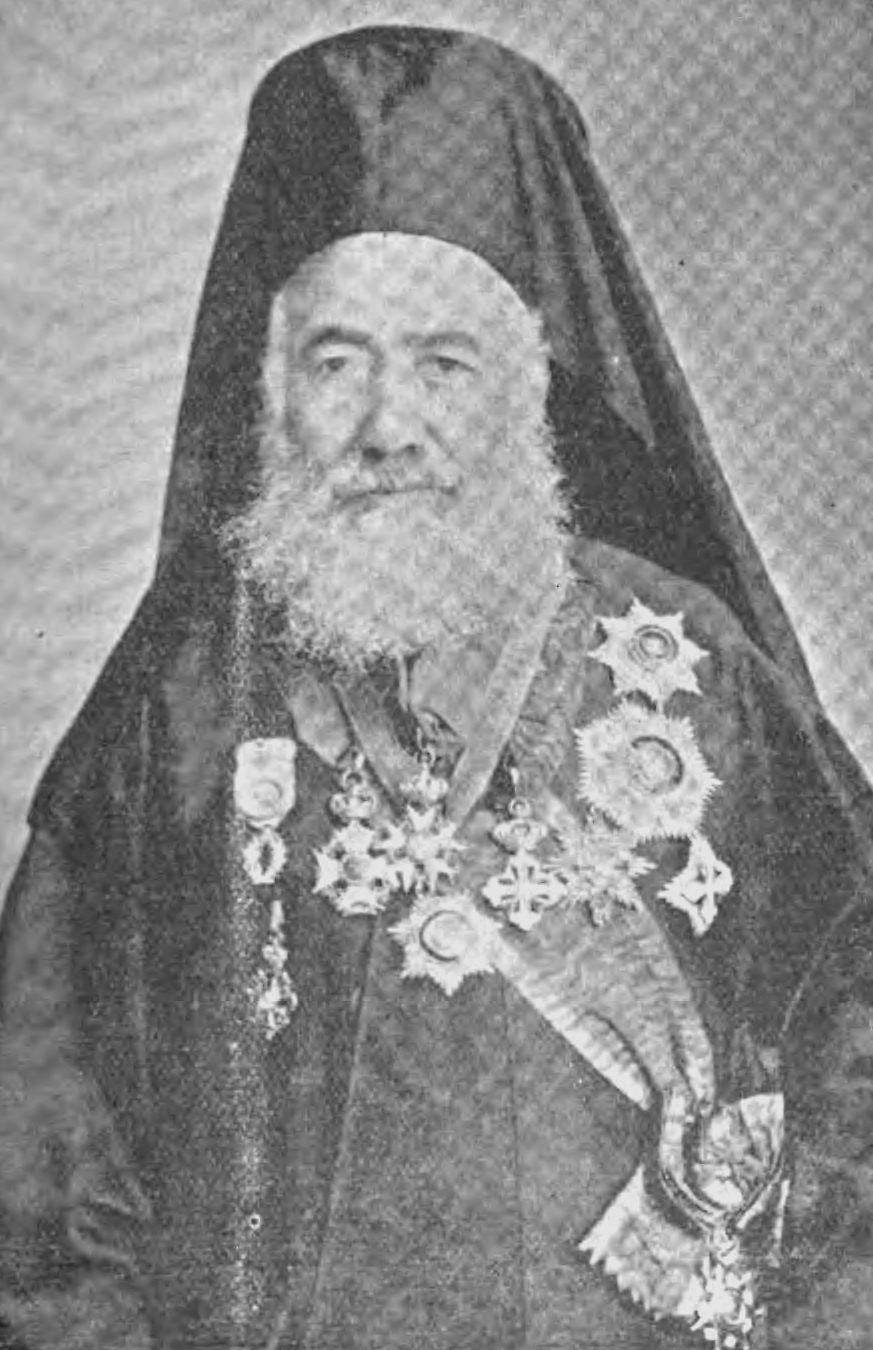
Григорій II Юсеф
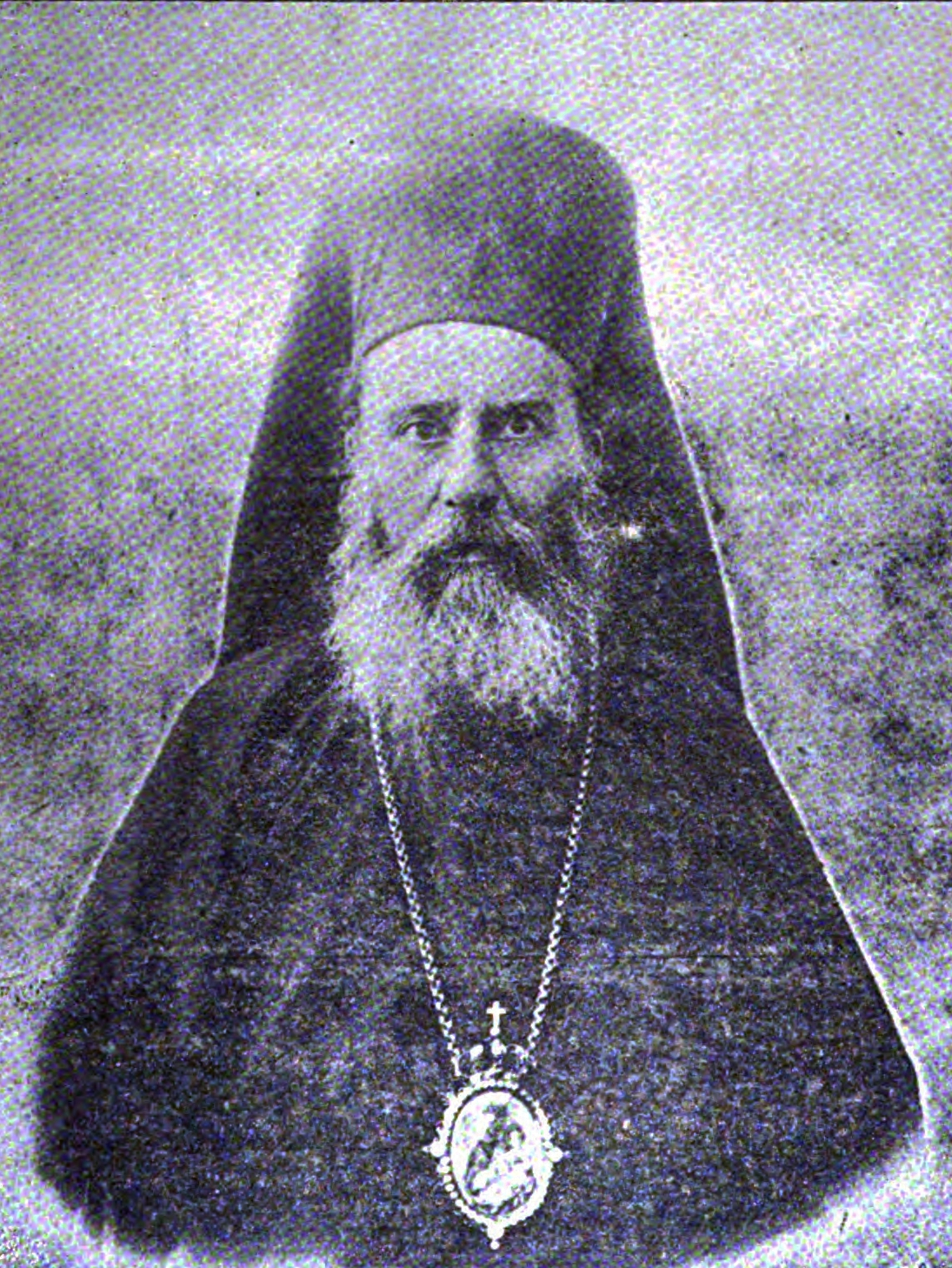
Петро IV Джерайгіри
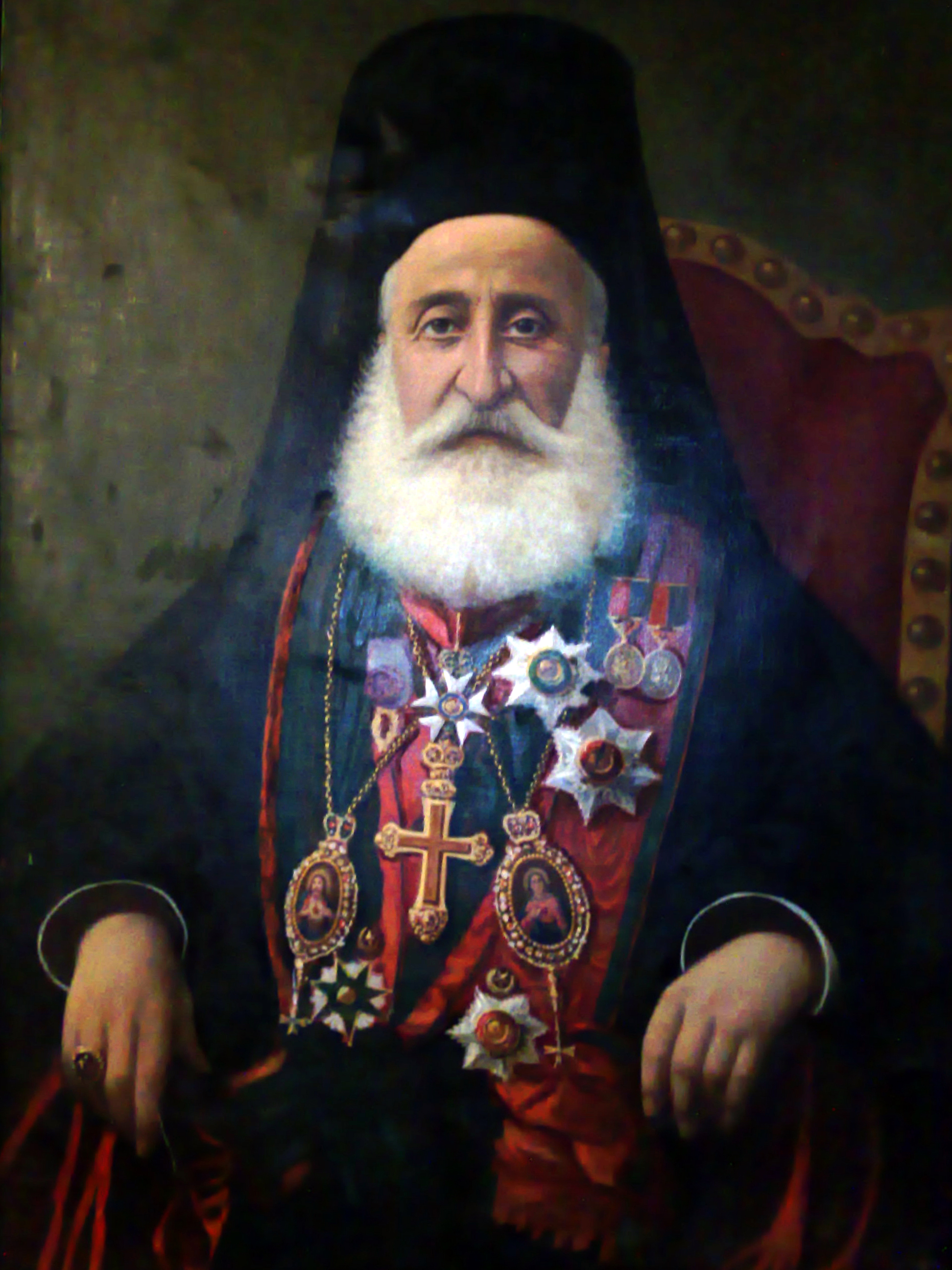
Кирило VIII Геха
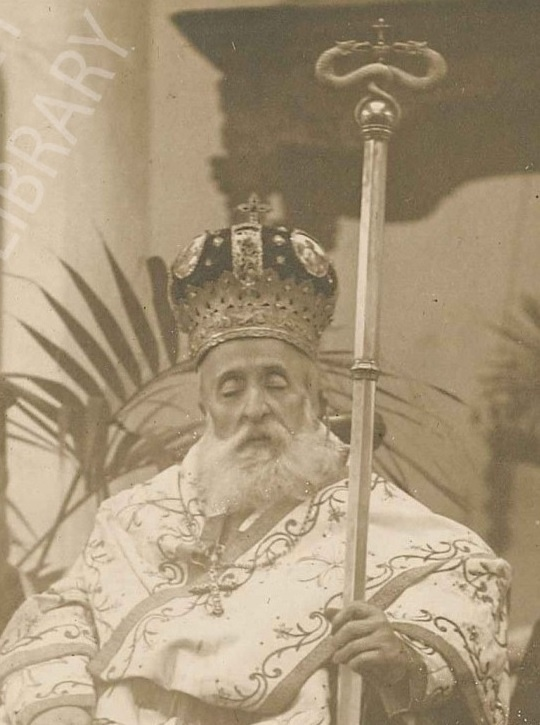
Деметрій I Каді
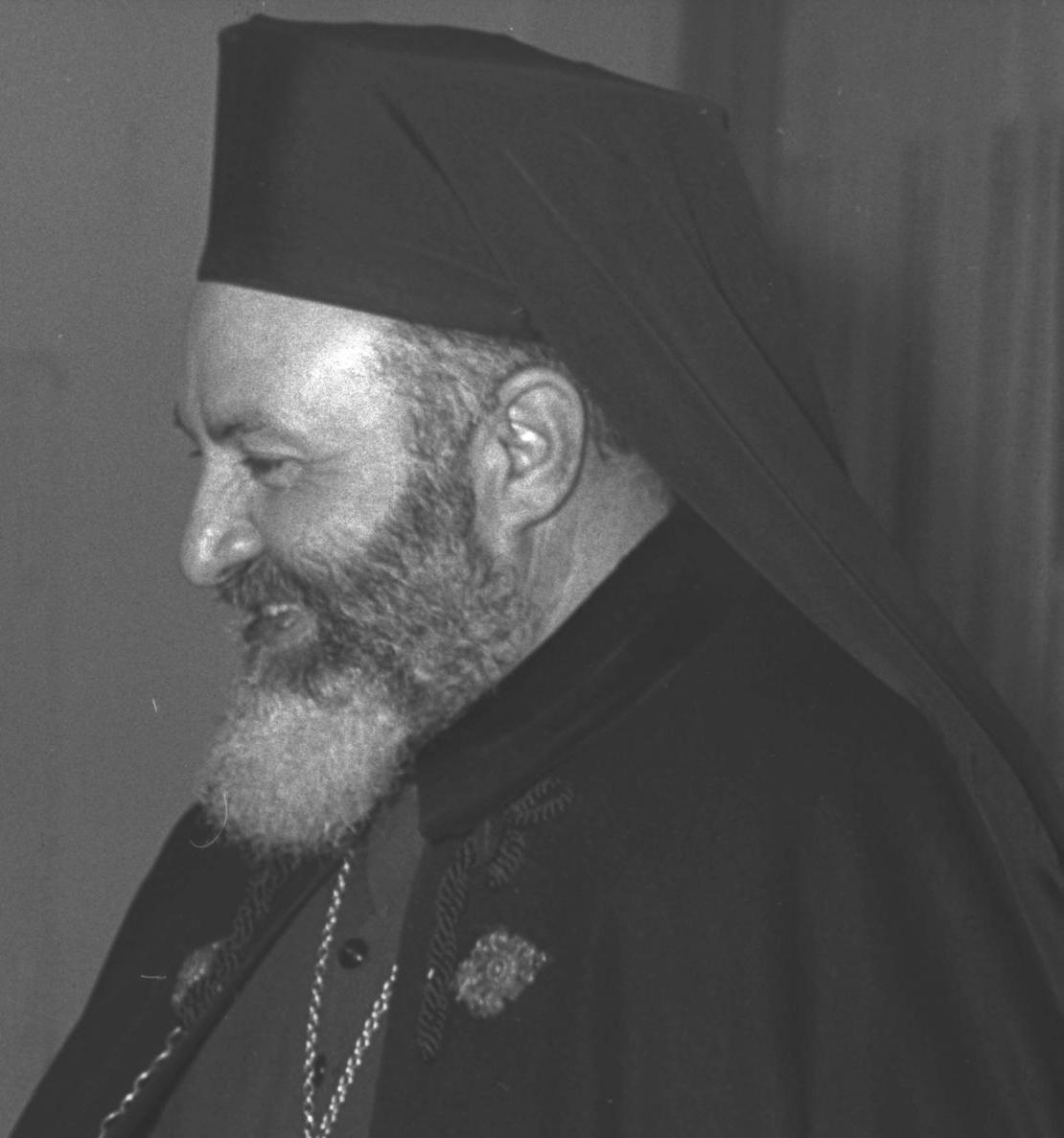
Максим V Хакім
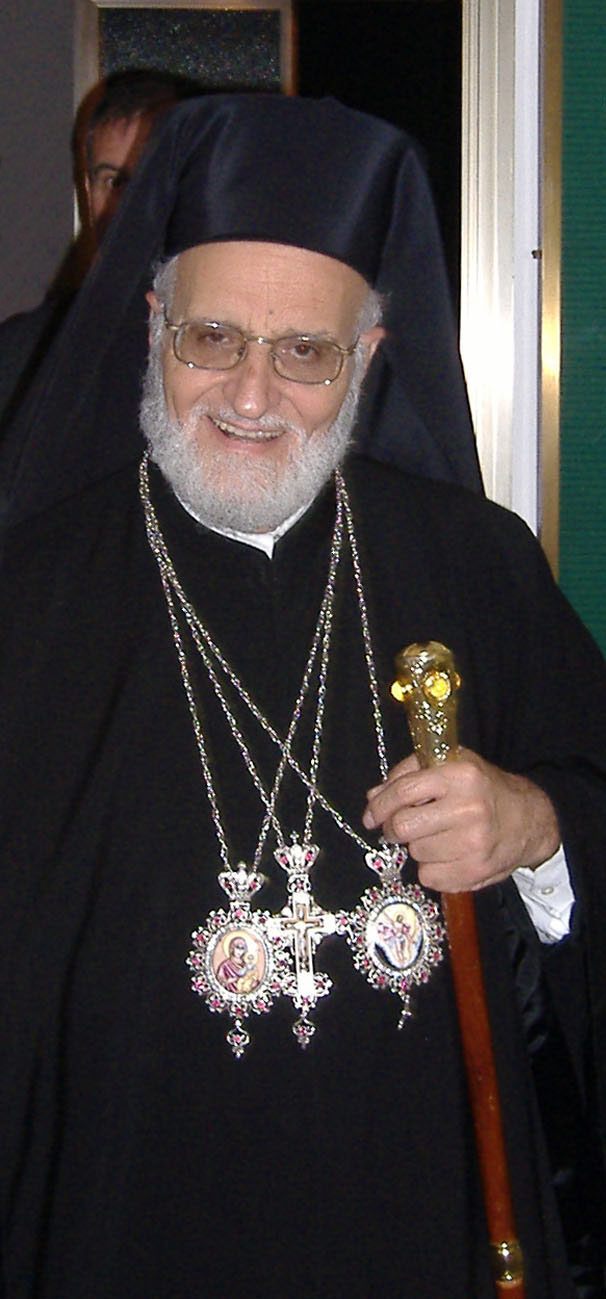
Григорій III Лахам
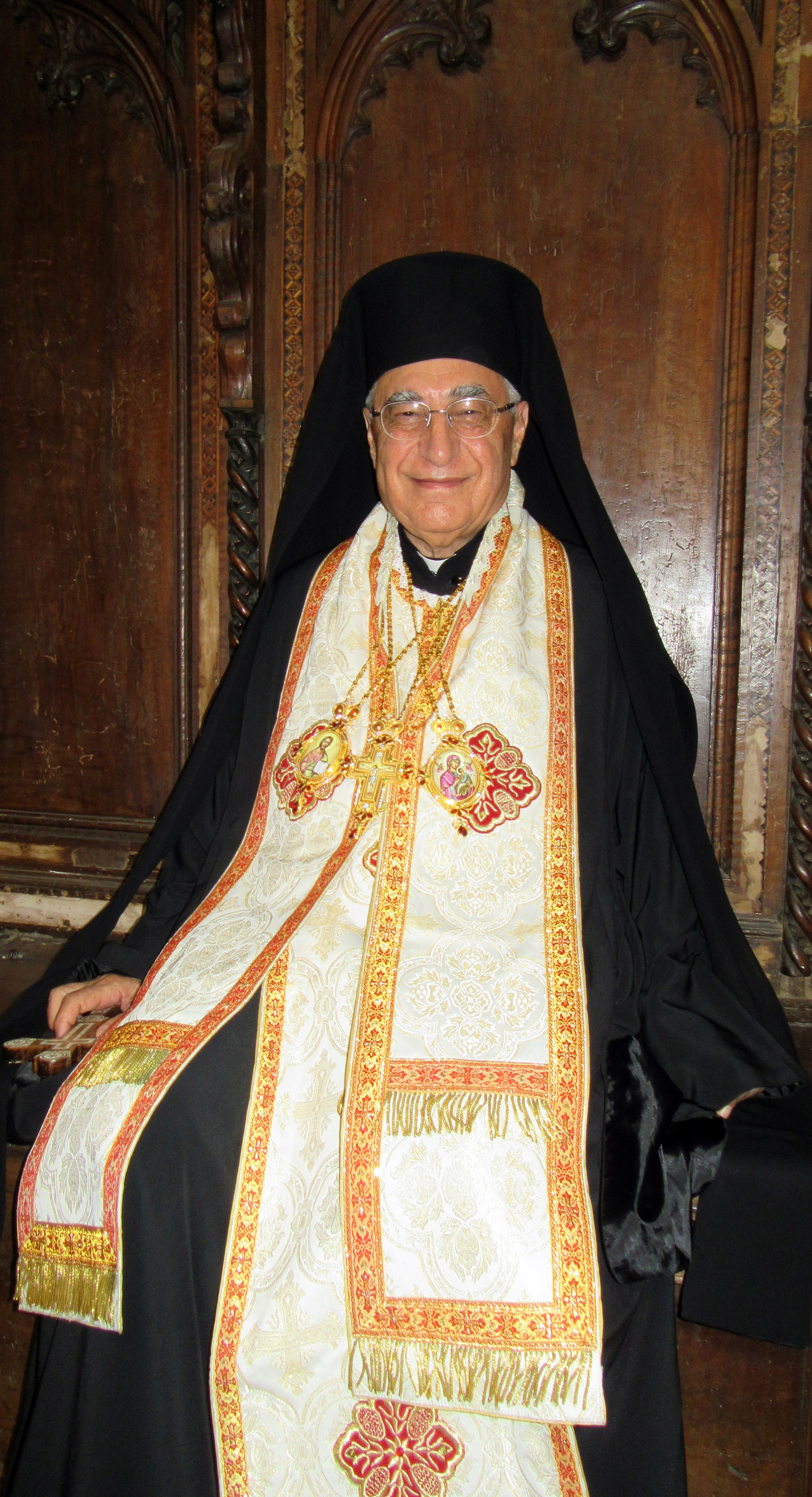
Юсеф Абсі

## Дивіться також
- Католицька церква в Сирії
- Список римських пап